# Gongronema taylorii
Gongronema taylorii är en oleanderväxtart som först beskrevs av Rudolf Schlechter och Rendle, och fick sitt nu gällande namn av Arthur Allman Bullock. Gongronema taylorii ingår i släktet Gongronema och familjen oleanderväxter. Inga underarter finns listade i Catalogue of Life.